# Toxorhynchites leicesteri
Toxorhynchites leicesteri är en tvåvingeart som beskrevs av Theobald 1904. Toxorhynchites leicesteri ingår i släktet Toxorhynchites och familjen stickmyggor. Inga underarter finns listade i Catalogue of Life.